# Valea Crișului (okręg Bihor)
Valea Crișului – wieś w Rumunii, w okręgu Bihor, w gminie Bratca. W 2011 roku liczyła 495 mieszkańców.